# Jan Bianga
Jan Bianga (ur. 26 stycznia 1910 w Sopocie, zm. 8 kwietnia 1982 tamże) – polski bokser i trener pięściarstwa.

## Życiorys
Jego rodzicami byli Jan, robotnik, a później listonosz, działacz polonijny, oraz Cecylia z domu Słowik. J. Bianga miał sześcioro rodzeństwa. Ukończył Gimnazjum Macierzy Szkolnej w Gdańsku i Polską Wyższą Szkołę Handlową. W 1930 r. uzyskał obywatelstwo Wolnego Miasta Gdańska. Podjął pracę w Komisariacie Generalnym RP w Wolnym Mieście Gdańsku na stanowisku księgowego.
Karierę sportową rozpoczął w wieku 10 lat, uprawiając gimnastykę w TG „Sokół” w Sopocie. Od szesnastego roku życia ćwiczył boks we Wrzeszczu w klubie Sportverein Schutzpolizei Danzig EV. Gdy w 1929 r. powołano w klubie Gedania sekcję bokserską, Bianga zaczął trenować w tym klubie. Startując w mistrzostwach Polski w 1930 i 1931 roku, dwukrotnie wywalczył brązowe medale w kategorii koguciej. W 1934 roku został wicemistrzem Pomorza w wadze piórkowej, a w 1938 zdobył mistrzostwo tej kategorii. Już w trakcie trwania kariery został trenerem boksu w swoim macierzystym klubie.
W swojej karierze Jan Bianga wygrał 176 walk, zremisował 12, przegrał 9.
Poślubił poznaną w szkole Elżbietę Colbe, córkę Romana Colbe, pracownika PKP, zamordowanego w Dachau, oraz Gertrud, tenisistki Gedanii. Ślub miał miejsce 2 lipca 1936 roku w kościele Chrystusa Króla w Gdańsku. Na ceremonii ślubnej obecny był komisarz generalny Rzeczypospolitej w Gdańsku Kazimierz Papée. Małżeństwo doczekało się dwóch córek: Janiny i Barbary.
W dniu wybuchu II wojny światowej Jan Bianga został aresztowany i osadzony najpierw w Victoriaschule, a następnie w Tylży. Odmówił podpisania volkslisty, za co w konsekwencji całą okupację spędził w niemieckich obozach koncentracyjnych: Stutthoff, Oranienburg, Sachsenhausen, Mauthausen-Gusen.
Po zakończeniu wojny, wrócił nad gdańskie wybrzeże. Odbył studia na Akademii Wychowania Fizycznego oraz w Wyższej Szkole Handlu Morskiego. Kontynuował pracę trenera w HKS Sopot, Ogniwie Sopot, Gwardii Gdańsk i Gedanii Gdańsk. Został bliskim współpracownikiem Feliksa Stamma, szkolił wielu wybitnych pięściarzy, reprezentantów Polski.
Pochowany na cmentarzu katolickim w Sopocie (kwatera B4-2-9).

## Pokłosie
Z okazji setnej rocznicy powołania Gedanii nadano imię Jana Biangi klubowi Brzostek Top Team, gdańskiej organizacji bokserskiej założonej przez Macieja Brzostka w 2011 roku. W uroczystości wzięła udział córka boksera Barbara Janczukowicz.

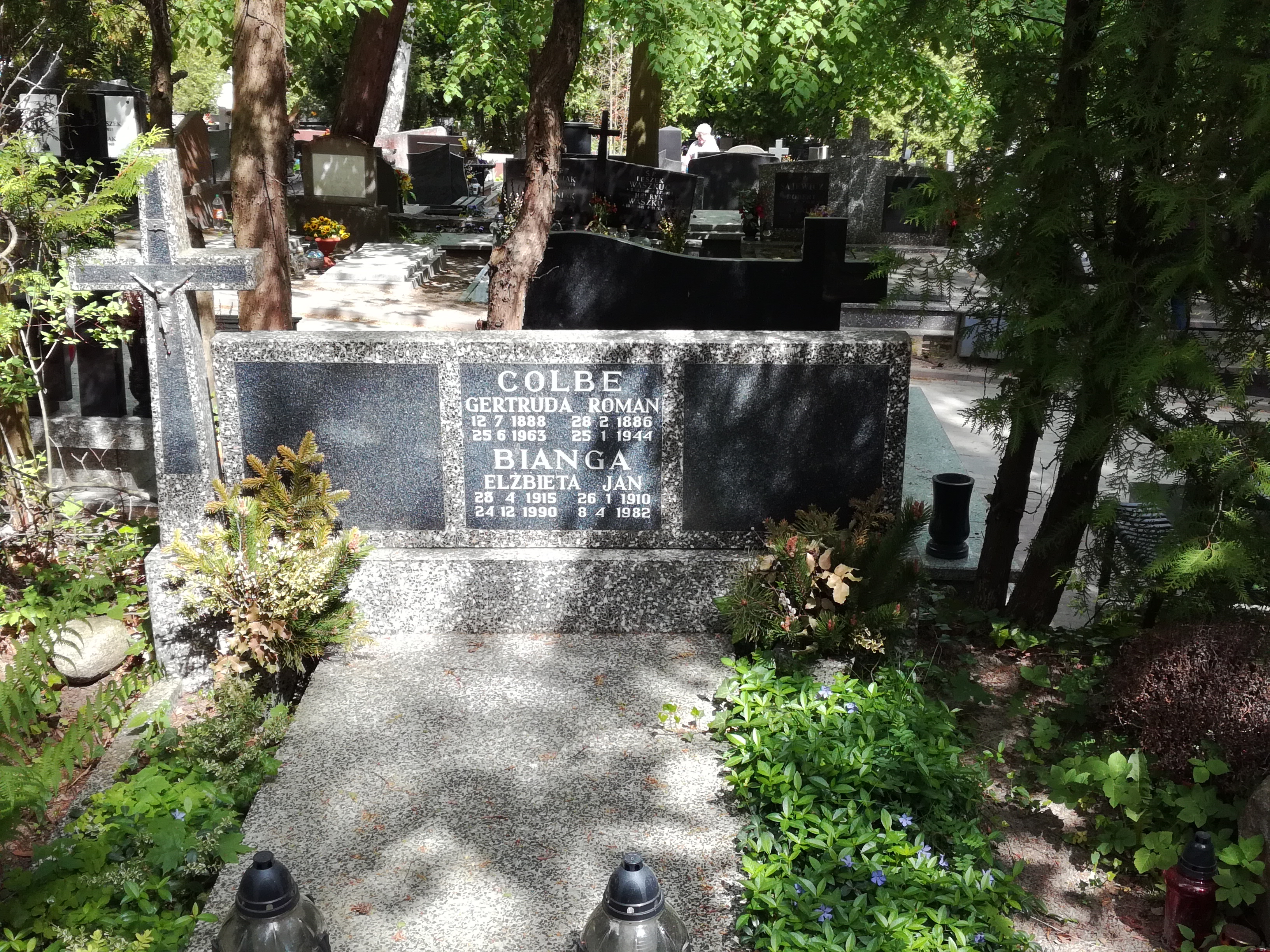
Grób Jana Biangi na cmentarzu katolickim w Sopocie